# Freddie Frith
Frederick Lee "Freddie" Frith (30 mai 1909 - 24 mai 1988 Grimsby , Lincolnshire , Angleterre) était un champion du monde de course de vitesse en catégorie 350 cm3. Il a été le 1er champion du monde de la catégorie lors de sa création en 1949. 
Ancien tailleur de pierre et plus tard revendeur de motos à Grimsby, c'était un pilote rapide cinq fois vainqueur du TT de l'île de Man. 
Frith a été l'un des rares pilotes à remporter des courses du TT avant et après la Seconde Guerre mondiale. 
Il a été fait officier de l'Ordre de l'Empire britannique (Officer of the British Empire - OBE).

## Carrière en course

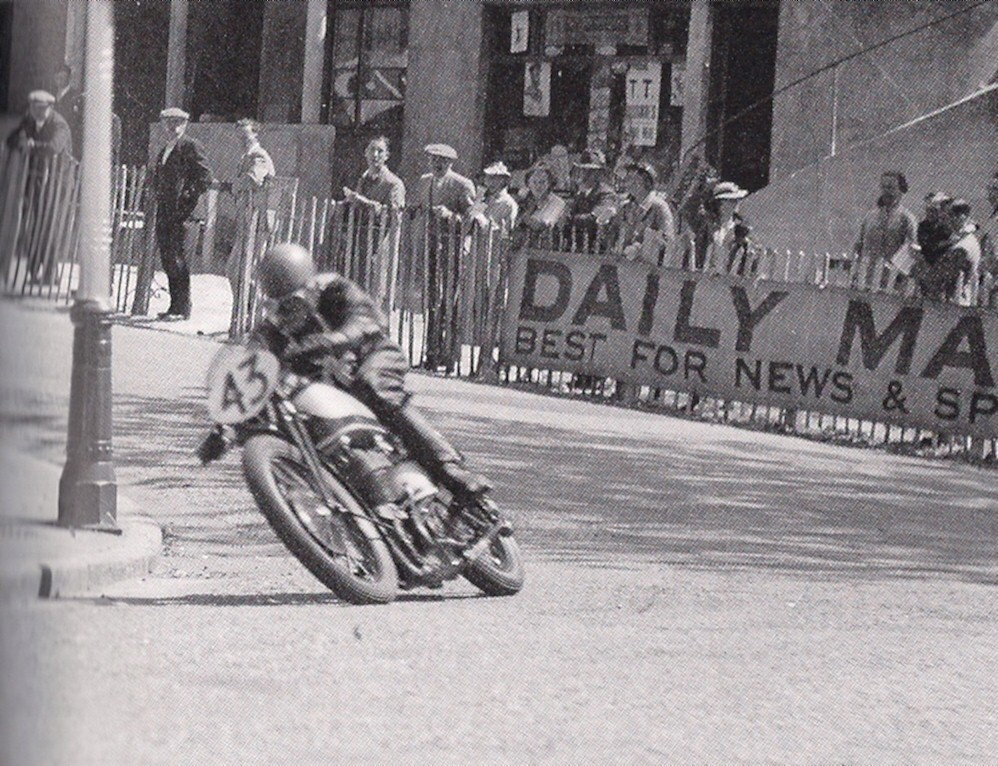
Freddie Frith.

### Les débuts au TT
Frith participe à sa première course importante, le premier Grand Prix de Manx en 1930 au guidon d'une Velocette KTT de 350 cm3 dans l'épreuve junior, terminant troisième à la vitesse de 97 km/h. Il abandonne en 500 cm3 sur casse moteur, alors qu'il occupait la troisième place.
Il remporte le Grand Prix Junior Manx en 1935, puis rejoint l'équipe Norton pour les courses du TT de 1936. La combinaison est judicieuse car il remporte le Junior TT et termine deuxième du Senior TT tout en remportant le Championnat d'Europe 350 cm3. 
En 1937, il a fait mieux en senior en remportant une brillante victoire et ayant réalisé le premier tour à plus de 145 km/h du circuit du mont Snaefell (en).
Après avoir terminé troisième du Senior TT de 1939, il a raté le TT 1947 en raison d'un accident à l'entraînement sur une Moto Guzzi 500 cm3. 
Passant aux Velocettes en 1948, il remporte la Junior Race, réitérant ce succès un an plus tard. 

### En championnat du monde
Freddie Frith a été le tout premier champion du monde de la catégorie 350 cm3 en 1949, remportant les cinq épreuves de la campagne inaugurale.
Il gagne au TT - qui compte pour la première fois en championnat du monde - puis en Suisse malgré un mauvais départ, au « Dutch TT », en Belgique (dont il partage le point  du record du tour avec Bob Foster), en Ulster et en Italie, il court sur des Velocette, en utilisant un moteur à arbre à cames en tête unique pour la 1re lors du Grand Prix d'Ulster.
Freddie Frith n'aura été en activité en GP qu'en 1949 et seulement sur des Velocette.  Il effectue sa 1re course et 1re victoire en 350 cm3 au TT de l'Île de Man et sa dernière course et dernière victoire en Ulster. Il totalise 38 points (dont 5 en 500 cm3) et effectue 4 fois le meilleur tour en course. 

### Autres activités
Après l'abandon de sa carrière sportive, il se consacre à son magasin de motos de Grimsby.
Frith, aux côtés d'autres coureurs des équipes BSA, Ariel et Matchless, a servi dans l'armée pendant la Seconde Guerre mondiale à l'école de conduite et d'entretien d'infanterie stationnée à Keswick, où des officiers et des sous-officiers apprenaient à faire du cross-country. Le sergent Freddie Frith a enseigné à des équipes de quatre soldats sur des Norton 500 autour du mont Skiddaw par tous les temps, avec des cours sur route ouverte en fin de stage.

## Résultats en Grand Prix Moto

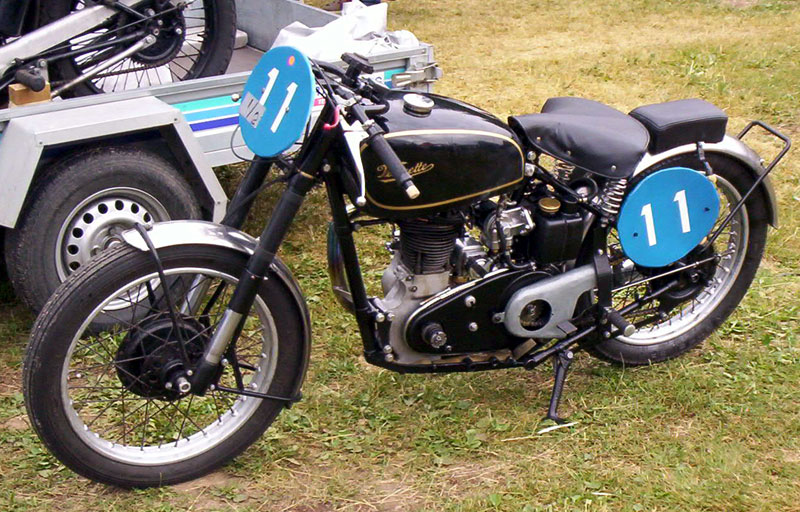
Une Velocette de course (en version 1946).

Système de points 1949. Seuls les points de 3 courses sur 5 (ou 6) étaient retenus.
| Position | 1er | 2e | 3e | 4e | 5e | Meilleur tour |
| Points   | 10  | 8  | 7  | 6  | 5  | 1             |

| Couleur  | Résultat                       |
| -------- | ------------------------------ |
| Or       | Vainqueur                      |
| Argent   | 2e place                       |
| Bronze   | 3e place                       |
| Vert     | Classé dans les points         |
| Bleu     | Classé hors des points         |
| Bleu     | Non classé (Nc.)               |
| Violet   | Abandon (Abd.)                 |
| Rouge    | Non qualifié (Nq.)             |
| Rouge    | Non pré-qualifié (Npq.)        |
| Noir     | Disqualifié (Dsq.)             |
| Blanc    | Non partant (Np.)              |
| Blanc    | Forfait (Forf.)                |
| Blanc    | Course annulée (A)             |
| Neutre   | Non présent                    |
| Neutre   | Exclu (Ex.)                    |
| Gras     | Pole position                  |
| Italique | Meilleur tour en course        |
| †        | Classé sans terminer la course |
| 1 2 3 …  | Classement dans la catégorie   |

| Années | Catégories | Équipes          | 1     | 2     | 3     | 4     | 5     | 6     | Points marqués | Points retenus | Rangs | Victoires |
| ------ | ---------- | --------- | ----- | ----- | ----- | ----- | ----- | ----- | -------------- | -------------- | ----- | --------- |
| 1949   | 350 cm3    | Velocette | TT 1  | SUI 1 | NED 1 | BEL 1 | ULS 1 |       | 54.5           | 33             | 1st   | 5         |
| 1949   | 500 cm3    | Velocette | TT NC | SUI 5 | NED - | BEL - | ULS - | NAT - | 5              | 5              | 11th  | 0         |